# Janarde
Janarde é uma povoação portuguesa do Município de Arouca que foi sede da extinta Freguesia de Janarde, freguesia que tinha 17,9 km² de área e 119 habitantes (2011), e, por isso, uma densidade populacional de 6,6 hab/km².
A Freguesia de Janarde foi extinta em 2013, no âmbito de uma reforma administrativa nacional, tendo sido agregada à Freguesia de Covelo de Paivó para formar uma nova freguesia denominada União das Freguesias de Covelo de Paivó e Janarde com sede em Covelo de Paivó.

## População
| População da freguesia de Janarde | População da freguesia de Janarde | População da freguesia de Janarde | População da freguesia de Janarde | População da freguesia de Janarde | População da freguesia de Janarde | População da freguesia de Janarde | População da freguesia de Janarde | População da freguesia de Janarde | População da freguesia de Janarde | População da freguesia de Janarde | População da freguesia de Janarde | População da freguesia de Janarde | População da freguesia de Janarde | População da freguesia de Janarde |
| --------------------------------- | --------------------------------- | --------------------------------- | --------------------------------- | --------------------------------- | --------------------------------- | --------------------------------- | --------------------------------- | --------------------------------- | --------------------------------- | --------------------------------- | --------------------------------- | --------------------------------- | --------------------------------- | --------------------------------- |
| 1864                              | 1878                              | 1890                              | 1900                              | 1911                              | 1920                              | 1930                              | 1940                              | 1950                              | 1960                              | 1970                              | 1981                              | 1991                              | 2001                              | 2011                              |
| 257                               | 288                               | 305                               | 317                               |                                   |                                   |                                   | 387                               | 385                               | 400                               | 264                               | 282                               | 254                               | 159                               | 119                               |

Em 1911, 1920 e 1930 estava anexada à freguesia de Alvarenga (Arouca), voltando a ser freguesia autónoma pelo decreto-lei nº 27.424, de 31/12/1936
| Distribuição da População por Grupos Etários | Distribuição da População por Grupos Etários | Distribuição da População por Grupos Etários | Distribuição da População por Grupos Etários | Distribuição da População por Grupos Etários | Distribuição da População por Grupos Etários | Distribuição da População por Grupos Etários | Distribuição da População por Grupos Etários | Distribuição da População por Grupos Etários | Distribuição da População por Grupos Etários |
| -------------------------------------------- | -------------------------------------------- | -------------------------------------------- | -------------------------------------------- | -------------------------------------------- | -------------------------------------------- | -------------------------------------------- | -------------------------------------------- | -------------------------------------------- | -------------------------------------------- |
| Ano                                          | 0-14 Anos                                    | 15-24 Anos                                   | 25-64 Anos                                   | < 65 Anos                                    |                                              | 0-14 Anos                                    | 015-24 Anos                                  | 25-64 Anos                                   | < 65 Anos                                    |
| 2001                                         | 21                                           | 23                                           | 75                                           | 40                                           |                                              | 13,2%                                        | 14,5%                                        | 47,2%                                        | 25,2%                                        |
| 2011                                         | 13                                           | 12                                           | 58                                           | 36                                           |                                              | 10,9%                                        | 10,1%                                        | 48,7%                                        | 30,3%                                        |

## Património
- Igreja de São Barnabé (matriz)
- Capela de Santa Bárbara
- Cruzeiro
- Trecho do rio Paiva e praias fluviais